# Protea-ordenen
Protea-ordenen (Proteales) har kun det ene, kendte fællestræk, at arterne udskiller voks på bladene. Der er tre familier i ordenen.
| Familier |

- Lotus-familien (Nelumbonaceae)
- Platan-familien (Platanaceae)
- Protea-familien (Proteaceae)